# Temporada de huracanes del Pacífico de 1992
La temporada de huracanes del Pacífico de 1992 fue considerado como la temporada más activa en la historia del Pacífico Oriental y fue la segunda más costosa de la historia en la cuenca. Esta temporada también produjo veintisiete tormentas nombradas que rompió el récord al agotar las listas de nombres, veinticuatro ciclones se desarrollaron dentro del área de responsabilidad del Centro Nacional de Huracanes (NHC), que se encuentra al este de 140°W además una tormenta formada de esa área. En la estimación se formaron 27 tormentas nombradas, 16 huracanes que rompió el récord que fueron empatados de las temporadas de 1990, 2014 y 2015. También rompió un récord de 10 huracanes mayores (categoría 3 a mayor de la Escala de huracanes de Saffir-Simpson) también sobrepasó el récord de la temporada de 2015 teniendo 11 huracanes mayores. Esta temporada tuvo el más alto de la Energía Ciclónica Acumulada de cualquier temporada en el registro, con un valor total de 295.492 considerado como la temporada más intensa de la historia hasta 2018. La temporada inició oficialmente inició el 15 de mayo en el Pacífico oriental e inició 1 de junio en el Pacífico central, estos finalizarán el 30 de noviembre de 1992 en ambas zonas. Estas fechas convencionalmente delimitan durante el período de cada año cuando la mayor parte de ciclones tropicales se forman en el océano Pacífico. Sin embargo, la formación de ciclones tropicales es posible en cualquier momento del año.
La actividad de los ciclones tropicales comenzó el 28 de enero cuando la huracán Ekeka se formó en la costa del Hawái como categoría 3. No se formaron tormentas en el mes de mayo después de su inicio de la temporada, aunque la temporada se activó en julio, cuando se desarrollaron seis tormentas, incluyendo los huracanes Estelle y Frank, que alcanzaron con el estatus de categoría 4.. Durante el mes de agosto, los huracanes Iniki y Tina se formaron, así como otras cuatro tormentas. Septiembre fue un mes relativamente más intenso con cinco tormentas, de las cuales una fue huracán Iniki. Cinco tormentas se desarrollaron en octubre, incluyendo el huracán Winifred. El ciclón tropical más fuerte de la temporada fue el huracán Tina, que alcanzó la categoría 4 en la Escala de huracanes de Saffir-Simpson en el Océano Pacífico oriental y también fue el huracán más longeva del Pacífico en ese momento. La tormenta más mortífera y costosa de la temporada fue el huracán Iniki, que mató a seis personas después de golpear a Hawái y que causó $1.80 mil millones (USD 1992) en daños ocasionales en esa isla, considerada como la huracán más costosa de la historia en esa región.

## Resumen de la temporada
| Rank | Daños totales     | Año  |
| ---- | ----------------- | ---- |
| 1    | ≥$13.071 billones | 2023 |
| 2    | $4.64 billones    | 2013 |
| 3    | $3.15 billones    | 1992 |
| 4    | >$2.51 billones   | 2024 |
| 5    | $1.62 billones    | 2010 |
| 6    | ≥$1.577 billones  | 2018 |
| 7    | $1.52 billones    | 2014 |
| 8    | $834 millones     | 1982 |
| 9    | $760 millones     | 1998 |
| 10   | $720 millones     | 1994 |

La temporada inició oficialmente inició el 15 de mayo en el Pacífico oriental e inició 1 de junio en el Pacífico central, estos finalizarán el 30 de noviembre de 1992 en ambas zonas. Estas fechas convencionalmente delimitan durante el período de cada año cuando la mayor parte de ciclones tropicales se forman en el océano Pacífico. Sin embargo, la formación de ciclones tropicales es posible en cualquier momento del año. Sin embargo, la temporada superó ampliamente estos límites, ya que los efectos climatológicos, incluido un fenómeno El Niño, causaron la formación del huracán Ekeka el 26 de enero. También es la única vez que se formaron ciclones múltiples antes de que comenzara la temporada.
Durante la temporada, se formaron veintisiete ciclones tropicales en el Pacífico oriental (al este de la longitud 140°W), y veinticuatro se desarrollaron más y se convirtieron en tormentas tropicales. Ambas cifras constituyen registros en la cuenca, ya que la temporada de 1992 superó la temporada con la mayor cantidad de ciclones tropicales (1982, 26) y la temporada con las tormentas más nombradas (2014, 22). De estos, catorce alcanzaron la fuerza de huracán y ocho se convirtieron en huracanes-tormentas mayores que alcanzan la categoría 3 o superior en la escala de huracanes de Saffir-Simpson. Esta temporada hubo cinco tormentas que alcanzaron una intensidad de tormenta tropical o más alta en el mes de octubre, el único momento que sucedió en esta cuenca. Además, los huracanes o tormentas tropicales Winifred a través de Zeke son las primeras tormentas nombradas del vigésimo primero al vigésimo cuarto en una temporada en el Pacífico Oriental. El Pacífico Central (entre 140°W y la Línea internacional de cambio de fecha) observó niveles de actividad similares. Once ciclones tropicales fueron rastreados por el Centro de Huracanes del Pacífico Central durante toda la temporada de huracanes. De ellos, ocho se desarrollaron en el Pacífico Oriental y cruzaron al Pacífico Central, y tres se formaron dentro de la cuenca. Dos de las tormentas se fortalecieron a un estado de huracán mayor dentro de los límites del Pacífico Central. Una de las tormentas cruzadas, Iniki, cruzó la cuenca como una depresión tropical, se fortaleció a un huracán de categoría 4 y tocó tierra en Hawái, convirtiéndose en el huracán más destructivo en la historia del estado.
El índice de Energía Ciclónica Acumulada (ECA) para la temporada de huracanes del Pacífico de 1992 en total fue de 295.492 unidades (262.152 unidades en el Pacífico Oriental y 33.34 unidades en el Pacífico Central). Esta temporada tuvo el más alto de la Energía Ciclónica Acumulada de cualquier temporada en el registro, con un valor total de 295.492. Las temporadas de 2015 y 1990 también tienen un índice extremadamente alto. Sin embargo, la temporada de 2015 tuvo un índice de 286.203, que es 9 unidades debajo de 1992 y es el segundo más alto dentro de la cuenca, mientras que el 1990 tenía un índice de 245 y es el tercero más alto.

## Ciclones tropicales

### Huracán Ekeka
La primera tormenta de la temporada se desarrolló a partir de un área de clima alterado cerca de Kiritimati en las islas Line. La perturbación tropical había sido rastreada desde el 23 de enero y, a las 06:00 UTC del 28 de enero, el Centro de Huracanes del Pacífico Central designó el sistema como depresión tropical Uno-C. Esto fue inusual, ya que el sistema estaba ubicado muy al sur del área de formación normal de un ciclón tropical, más al sur que cualquier otro huracán del Pacífico en ese momento, y la formación ocurrió bastante fuera de los límites climatológicos de la temporada de huracanes. El sistema se intensificó y alcanzó el estado de tormenta tropical doce horas después, momento en el que se conoció como Ekeka.
El sistema continuó intensificándose hasta alcanzar el estado de huracán a las 00:00 UTC del 30 de enero, y alcanzó el estado de huracán mayor el 2 de febrero, alcanzando vientos máximos sostenidos de 185 km/h (115 mph). Sin embargo, la cizalladura del viento desfavorable comenzó a afectar la tormenta, lo que provocó que se debilitara rápidamente. Ekeka cruzó la línea internacional de cambio de fecha como una tormenta tropical debilitada y poco después se degradó al estado de depresión tropical. Ekeka continuó hacia el oeste, pasando por las Islas Marshall y luego sobre Chuuk, antes de disiparse el 9 de febrero a unas 310 millas (500 km) de la costa norte de Papúa Nueva Guinea.

### Tormenta tropical Hali
A fines de marzo, las condiciones meteorológicas similares a las que permitieron el desarrollo de Ekeka persistieron en el Pacífico central. Un área de convección organizada en depresión tropical Dos-C, justo al norte de 5˚N, atípicamente cerca del ecuador y muy cercana al suroeste de Hawái. Moviéndose hacia el oeste-noroeste, intensificándose en una tormenta tropical el 29 de marzo. Al hacerlo, el Centro de Huracanes del Pacífico Central le dio el nombre de Hali. Más tarde ese día, la tormenta alcanzó vientos máximos de 50 mph (85 km/h), antes de que el aumento de la cizalladura del viento en el suroeste impartiera debilitamiento. Hali fue degradado a una depresión tropical el 30 de marzo, y se disipó poco después. Nunca afectó a la tierra. Hali es notable por ser el único ciclón tropical conocido del Pacífico al este de la fecha límite para desarrollarse en el mes de marzo.

### Tormenta tropical Agatha
El 26 de mayo, una onda tropical se desplazó frente a América Central, que comenzó a mostrar signos de organización el 29 de mayo. Temprano el 1 de junio, el Centro Nacional de Huracanes (NHC) lo clasificó como una depresión tropical mientras se encontraba a 460 millas (740 km) al suroeste de Acapulco. Basado en una combinación de datos de barcos y estimaciones de intensidad de Dvorak, el sistema se actualizó a la tormenta tropical Agatha el 2 de junio. Agatha se dirigió hacia el norte mientras se intensificaba constantemente. Alrededor de las 18:00 UTC del 2 de junio, la tormenta alcanzó su punto máximo de intensidad con vientos de 70 mph (110 km/h) y una presión mínima de 990 mbar (hPa; 29,23 inHg). Manteniendo su intensidad máxima durante 30 horas, Agatha desaceleró gradualmente a medida que pasaba dentro de las 100 millas (160 km) al suroeste de la costa mexicana. El centro de la tormenta rápidamente se volvió menos definido el 3 de junio, recurriendo simultáneamente hacia el oeste. A las 06:00 UTC del 5 de junio, la tormenta se degradó nuevamente al estado de depresión tropical antes de disiparse al día siguiente.
Agatha se acercó lo suficiente a la costa de México que se emitieron alertas y advertencias. Se estima que 1.500 personas fueron evacuadas debido al acercamiento de las tormentas. Se informaron olas de hasta 16 pies (4,9 m) a lo largo de la costa de México y las lluvias torrenciales provocaron inundaciones repentinas que provocaron diez muertes.

### Tormenta tropical Blas
Una onda tropical atravesó América Central durante el período del 14 de junio y el 16 de junio. El sistema ingresó a la cuenca del Pacífico oriental sin mucha convección. La parte norte de la onda desarrolló una circulación en los niveles medios de la atmósfera. Moviéndose hacia el oeste, las tormentas estaban organizadas. Sobre las aguas marginalmente adecuadas para la ciclogénesis, una onda tropical organizada en la tercera depresión de la temporada el 22 de junio como la convección profunda se desarrolló cerca del centro. En este momento, el sistema estaba ubicado a 460 millas (740 km) al sur del extremo sur de la península de Baja California. Temprano el 23 de junio, la depresión se intensificó en tormenta tropical que llevó el nombre de Blas. Aunque la tormenta desarrolló una salida de nivel superior y una actividad de tormentas bien organizada. Aunque la tormenta se estaba desplazando a una superficie del mar de una temperatura de 26 °C (78 °F), el Centro Nacional de Huracanes (CNH) pronosticó una leve intensificación. Las imágenes de vapor de agua también sugirieron que la fuerte cizalladura del viento introduciría una tendencia al debilitamiento. Más tarde ese día, Blas se debilitó en una depresión tropical, y se disipó en la medianoche del 24 de junio como un baja remanente. Blas nunca afectó la tierra.

### Huracán Celia
Celia se formó a partir de una onda tropical que cruzó hacia la cuenca del Pacífico oriental alrededor del 19 de junio. Las clasificaciones de Dvorak se iniciaron el 1 de junio y se desarrolló una circulación al día siguiente. El sistema fue clasificado como una depresión tropical mientras se encontraba a 170 millas (270 km) al oeste de Guatemala según los informes de los barcos. Al convertirse en un ciclón tropical, la tormenta se formó más al este que la mayoría de los huracanes del Pacífico debido a la poca cizalladura del viento y la temperatura cálida de la superficie del mar cerca de América Central. Debido a estas condiciones, los meteorólogos del Centro Nacional de Huracanes esperaban una intensificación constante. Aunque la tormenta fue inicialmente desigual a través de imágenes satelitales del tiempo la tormenta se intensificó en la tormenta tropical Celia a las 18:00 UTC del 23 de junio ya que las características de anillamiento mejoraron. Las características de bandas continuaron mejorando y para la noche del 24 de junio, Celia había desarrollado una gran área de convección cerca del centro, y el Centro Nacional de Huracanes revaluó la intensidad a 65 mph (100 km/h). En ese momento, la agencia señaló que Celia tenía el potencial de convertirse en un huracán en cualquier momento. Además, se pronosticó que la tormenta se convertiría en un huracán moderado de categoría 2 en la escala de huracanes de Saffir-Simpson.
Varias horas más tarde, Celia se actualizó a un huracán según las estimaciones de intensidad a través de la técnica Dvorak. La tasa de intensificación de Celia se aceleró y experimentó un período de rápida profundización. Durante la noche, la tormenta desarrolló una excelente salida de nivel superior y nubes muy frías. A última hora del 25 de junio, apareció un ojo y el Centro Nacional de Huracanes clasificó la tormenta como un fuerte huracán de categoría 1. Al mediodía del 26 de junio, Celia se intensificó y se convirtió en un huracán de categoría 2. Pronto se desarrolló un ojo bien definido, y la tormenta se mejoró en un huracán de categoría 3 más tarde ese día. A principios del 27 de junio, Celia se convirtió en un huracán de categoría 4 con vientos de 145 mph (230 km/h) y una presión mínima de 935 mbar (27,61 inHg). Celia mantuvo la intensidad de categoría 4 durante aproximadamente 24 horas y luego comenzó a debilitarse gradualmente.
A última hora del 28 de junio, el ojo se volvió algo desigual. Celia fluctuó en intensidad durante los siguientes días. a las 00:00 UTC del 29 de junio. Moviéndose hacia el oeste a un ritmo inestable, Celia se debilitó con los vientos máximos de 85 mph (130 km/h) 18 horas después. esto lo convirtió en un huracán de categoría 1. El sistema se volvió a intensificar brevemente en un huracán moderado de categoría 2, pero más tarde reanudó la tendencia de debilitamiento. Celia debilitó por debajo del estado de huracán a las 0:00 UTC del 2 de julio. En el noroeste, el ciclón tropical se debilitó al estado de depresión tropical al día siguiente. A partir de entonces, todo lo que quedaba de Celia era un remolino de nubes de baja convección de bajo a medio nivel y se disipó el 4 de julio.

### Huracán Darby
Los orígenes de Darby se remontan a una onda tropical que surgió en la costa africana el 19 de junio. La onda rastreó hacia el oeste a través del Océano Atlántico sin mayor desarrollo, finalmente pasando sobre el Mar Caribe y rastreó a México. La ola llegó al Pacífico el 29 de junio, cuando su organización comenzó a mejorar. El sistema fue designado el depresión tropical Cinco-E el 2 de julio mientras se desplazaba al suroeste mientras continuaba organizándose. El 4 de julio, la depresión alcanzó el estado de tormenta tropical y se llamó Darby. La tormenta tropical se intensificó a un estado de huracán cuando rozó el extremo sur de Baja California. Aunque la tormenta permaneció lejos de la costa, contenía una gran circulación que producía vientos de fuerza de tormenta tropical que se extendían hasta 480 km (300 millas) del centro. Cuando Darby pasó, la isla Socorro registró una presión mínima de 974 mbar (hPa; 28.70 inHg). Luego, la tormenta alcanzó su intensidad máxima de 968 mbar (hPa; 28.58 inHg) antes de comenzar a debilitarse debido a las aguas más frías.
El huracán, ahora como un huracán de categoría 2 en la escala de huracanes de Saffir-Simpson, se movía hacia el noroeste cerca de 20 mph (32 km/h). Darby continuó en una ruta noroeste cuando se alejó de Baja California el 6 de julio. A medida que la tormenta avanzaba sobre aguas más frías, la convección profunda disminuyó, y Darby fue degradado a una tormenta tropical el 7 de julio. Darby, que ahora está perdiendo características tropicales, fue degradado a una depresión tropical el 9 de julio. Darby pronto se disipó y se mudó al suroeste de los Estados Unidos produciendo lluvias ligeras. Para el 10 de julio, Darby había perdido todas sus características tropicales. A medida que la baja presión remanente serpenteaba a lo largo del sudoeste de los Estados Unidos, se movió hacia el norte, y siguió hacia la costa de California, donde persistió como un remanente bajo y produjo actividad de lluvia en partes de California.
Aunque Darby permaneció lejos de la costa, el gran tamaño de la circulación del huracán llevó al gobierno de México a emitir advertencias de tormentas tropicales para el extremo sur de Baja California.mained well offshore, the large size of the hurricane's circulation prompted the government of Mexico to issue tropical storm warnings for the southern tip of Baja California. La Guardia Costera de los Estados Unidos informó sobre dos accidentes separados en bote en Los Ángeles, que estaban directamente relacionados con Darby. El primero fue un barco que experimentó una falla en el motor frente a la costa de California. Las siete personas a bordo abandonaron el bote y fueron rescatadas. El segundo informe fue un barco que informó que estaba tomando agua en la costa de California, el 8 de julio. Una fuente de noticias también informó que un barco de pesca de atún experimentó dificultades técnicas, pero esto no es oficial.
Los efectos de Darby fueron en su mayoría menores, con tres muertes reportadas por un periódico mexicano. Cuatro pescadores fueron reportados como desaparecidos, y en tierra, 180 pequeñas tiendas fueron dañadas a lo largo del puerto de la ciudad de Acapulco. La lluvia fue principalmente ligera, aunque algunos lugares recogieron 5 pulgadas (125 mm). En California, los remanentes de Darby produjeron cielos nublados alrededor de la Base de la Fuerza Aérea Edwards. Esto provocó que el aterrizaje del transbordador espacial Columbia se pospusiera por un día al concluir el STS-50, así como el aterrizaje en el Centro Espacial Kennedy. Darby producía mucha humedad, niebla y fuertes lluvias alrededor de Los Ángeles. Alrededor de 5 in (13 mm) cayó en San Diego, estableciendo récords diarios.

### Huracán Estelle
Los orígenes del huracán Estelle provienen de una onda tropical que comenzó el 23 de junio frente a la costa africana. Después de pasar sobre el norte de América Central, una gran área de clima perturbado se formó a unos 460 millas (740 km) al oeste de Acapulco el 9 de julio y fue clasificada como depresión tropical dos días después. Dieciocho horas más tarde, la depresión se fortaleció y se convirtió en la tormenta tropical que nombró Estelle a medida que las características de anillamiento aumentaron. Poco a poco se intensificó, la salida de la tormenta mejoró, y una ráfaga de convección profunda ocurrió sobre el centro. Temprano el 10 de julio, se desarrolló un ojo, y con base en esto, Estelle se convirtió en un huracán. Alrededor de ese tiempo, Estelle giró hacia el noroeste.
Aunque el ojo desapareció brevemente de las imágenes de satélite más tarde ese día, un ojo pequeño y distinto se reformó rápidamente en una convección muy profunda, y Estelle fue mejorada, respectivamente, en un huracán de categoría 2. Más tarde el 11 de julio, el Centro Nacional de Huracanes informó que Estelle se había intensificado en un huracán mayor. Unas horas más tarde, Estelle se actualizó a un sistema de huracán de categoría 4 a medida que la tormenta continuaba profundizándose rápidamente. Desplazándose hacia el noroeste debido a la interacción con un canal, Estelle comenzó a debilitarse. Por la tarde, Estelle fue degradada a un huracán de categoría 3. En la medianoche del 13 de julio, los vientos cayeron por debajo de la fuerza de los huracanes, solo para volver a intensificarse hasta un huracán mayor horas después. Estelle volvió a desarrollar rápidamente un ojo bien definido y una salida de nivel superior impresionante y Estelle alcanzó su intensidad máxima de 140 mph (230 km/h). Sin embargo, al día siguiente las tormentas eléctricas alrededor del ojo comenzaron a calentarse.. La tormenta se debilitó gradualmente durante los días siguientes cuando encontró aguas más frías. 
A principios del 14 de julio, Estelle fue reclasificada como un huracán de categoría 3, y poco después, los vientos disminuyeron por debajo de la fuerza de los huracanes a varios cientos de millas al oeste de la península de Baja California. Girando al oeste bajo corrientes de dirección de bajo nivel, Estelle se debilitó en una tormenta tropical el 15 de julio. Se debilitó en una tormenta tropical al día siguiente. El 8 de julio a las 08:00 UTC, la depresión tropical se había disipado a más de 1,000 millas (1,610 km) al oeste de Baja California Sur.

### Huracán Frank
Una onda tropical salió de la costa de África el 1 de julio. Después de llegar al Pacífico, el 9 de julio desarrolló un área de clima alterado frente a la costa sur de México. Continuando hacia el oeste, el sistema se convirtió en una depresión tropical Siete-E el 13 de julio a unos 660 km (1,070 km) al sur-sureste del extremo sur de la península de Baja California. La depresión se intensificó con temperaturas del agua favorables y un flujo de salida bien definido. Con base en estimaciones de imágenes satelitales, la depresión se intensificó en la tormenta tropical que nombró Frank el 14 de julio. Durante aproximadamente un día, la tormenta siguió en general hacia el noroeste antes de girar hacia el oeste debido a una cresta de construcción al norte del sistema. Un ojo se desarrolló dentro del cubrimiento denso central, una gran masa de convección profunda, a última hora del 14 de julio. Se expiró una intensificación adicional, y se pronosticó que Frank se convertiría en un huracán mayor dentro de las 48 horas. Al día siguiente, Frank alcanzó el estado de huracán.
A última hora del 15 de julio, Frank pasó cerca de 175 millas (280 km) al sur de la Isla Socorro. Una estación en la isla informó vientos de 67 mph (107 km/h), lo que indicó que el huracán tenía un gran campo de viento. La intensificación lenta continuó, y Frank se intensificó en un huracán mayor, o un huracán categoría 3 en la escala de huracanes de Saffir-Simpson el 17 de julio. En ese momento, el ojo se había vuelto bien definido, y más tarde se vio rodeado por un anillo de convección profunda. El 18 de julio, Frank alcanzó su intensidad máxima de 145 mph (230 km/h) al oeste-suroeste de la península de Baja California. Para el 20 de julio, los vientos cayeron por debajo de la intensidad de los huracanes, y por la noche, Frank era solo un huracán de categoría 1. 
Luego, el huracán giró hacia el noroeste a través de temperaturas del agua progresivamente más frías, lo que provocó un debilitamiento. El 21 de julio, Frank fue degradado a una tormenta tropical, después de la cizalladura del viento causó un mayor debilitamiento. Al día siguiente, cruzó al área de responsabilidad del Centro de Huracanes del Pacífico Central, con vientos en el momento del cruce se estimaron a 50 mph (85 km/h). Rápidamente disminuyó de su fuerza, se debilitó a una depresión tropical el 23 de julio. Más tarde ese día Frank se disipó a unos 800 mi (650 km) al noreste de Hawái. Nunca afectó a tocar tierra en este momento.

### Huracán Georgette
Una onda tropical salió de África a principios de julio y cruzó el Océano Atlántico sin desarrollo. Cruzó al Pacífico oriental el 13 de julio y se organizó para la depresión tropical Ocho-E el 14 de julio. El sistema estaba ubicado sobre aguas cálidas, y desplazándose al oeste-noroeste, la depresión tropical fue paralela a la costa de México y se transformó como la tormenta tropical  que fue nombrada Georgette el 15 de julio. Aproximadamente 18 horas más tarde, Georgette se convirtió en un huracán mínimo después de la convección profunda desarrollada sobre el centro. Durante sus etapas formativas, Georgette trajo una humedad superior a la media a California. El huracán giró hacia el oeste debido a una cresta hacia el norte, pero luego se reanudó una pista oeste-noroeste. El 18 de julio, Georgette alcanzó un máximo de 110 mph (175 km/h) y una presión mínima de 964 mbar (hPa; 28.46 inHg), aunque el Centro Nacional de Huracanes estimó los vientos máximos operacionales de 115 mph (185 km/h).
Poco después de su pico, el ojo se volvió menos definido, solo se ve intermitentemente en las imágenes satelitales. Después de que la cizalladura del viento aumentó, Georgette se debilitó durante aproximadamente dos días, y el 20 de julio una cresta forzó el huracán hacia el sudoeste. Al igual que los huracanes Celia y Estelle a principios de esta temporada, Georgette se re-intensificó una vez que se volvió hacia el oeste y recuperó su intensidad máxima como huracán de categoría 2 el 21 de julio. Aunque los meteorólogos pronosticaron que la tormenta se intensificaría hasta convertirse en un huracán mayor, esto no ocurrió. Los fuertes vientos del nivel superior debilitaron a Georgette a una tormenta tropical a principios del 23 de julio. Aproximadamente 30 horas después, se debilitó a una depresión tropical, desprovista de convección profunda, y poco después ingresó en el área de responsabilidad del Centro de Huracanes del Pacífico Central. Moviéndose rápidamente hacia el oeste, Georgette tuvo dificultades para mantener una circulación atmosférica cerrada, y se disipó a última hora del 26 de julio. Alrededor de ese tiempo, el sistema estaba al sur de Hawái y trajo consigo vientos localmente racheados de hasta 60 mph (95 km/h). la parte norte de la Isla Grande. 
Varias trombas marinas grandes fueron avistadas temprano el 26 de julio frente a una playa en el distrito sur de Kohala. Los restos de Georgette más tarde produjeron un clima de chaparrones en Atolón Johnston. Los restos se movieron a través de la línea internacional de cambio de fecha en el Pacífico occidental el 29 de julio, y todavía era una perturbación tropical débil cuando pasó de Isla Wake a fin de mes. 

### Tormenta tropical Howard
El 26 de julio se formó una depresión tropical y se convirtió en una tormenta tropical débil al día siguiente. Se organizó de manera constante, alcanzando su máxima intensidad como una fuerte tormenta tropical. Luego comenzó a debilitarse, a pesar de estar ubicado sobre aguas cálidas. Howard se disipó varios días después sin afectar la tierra.

### Tormenta tropical Isis
Isis se formó el 28 de julio como una depresión tropical y se convirtió en una tormenta tropical al día siguiente. Isis alcanzó su punto máximo como una fuerte tormenta tropical con vientos de 65 mph (105 km/h) el 30 de julio. Debido por las temperaturas más frías del mar, se debilitó a una depresión tropical en el primero y se disipó al día siguiente. Isis degeneró a una amplia área de baja presión el 2 de agosto.

### Huracán Javier
El 17 de julio, el Centro Nacional de Huracanes (NHC) pronosticó que una onda tropical se formó en el África Occidental. La onda mostró algunos signos de organización frente a la costa occidental de África, la mayor parte de la convección se disipó por el tiempo que estaba cerca de las Antillas Menores. Alrededor de la época en que ingresó al Pacífico el 27 de julio, la actividad de tormentas eléctricas aumentó y se volvió más concentrada. Para el 30 de julio, las bandas nubosas comenzó a organizarse, aunque inicialmente se alargó. Moviéndose hacia el oeste, el sistema fue declarado como depresión tropical el 18 de julio a las 18:00 UTC.
Inicialmente, la depresión se desarrolló lentamente e incluso había incertidumbre sobre si tenía una circulación atmosférica o no. No fue hasta las 12:00 UTC del 2 de agosto cuando el sistema finalmente se mejoró en una tormenta tropical. Alrededor de esta época, Javier giró hacia el oeste-noroeste, una dirección que mantendría durante días cuando una cresta al norte del ciclón la hizo girar hacia el oeste, y más tarde, hacia el oeste-suroeste. Poco después de girar hacia el oeste, Javier se intensificó en un huracán.
En la medianoche del 6 de agosto, Javier había alcanzado vientos máximos de 80 mph (130 km/h). Después de aferrarse a la fuerza de los huracanes durante un día, Javier perdió rápidamente la convección profunda y se volvió mucho menos organizado. Para el 7 de agosto, los vientos eran solo de 50 mph (80 km/h). Sin embargo, la potencial de debilitamiento disminuyó un poco una vez que Javier antes de mover al área de responsabilidad de Centro de Huracanes del Pacífico Central el 8 de agosto. Javier continuó disminuyendo en fuerza mientras se movía de oeste a suroeste. El 9 de agosto, el Centro de Huracanes del Pacífico Central informó que Javier se había debilitado en una depresión tropical. En la medianoche del 12 de agosto, Javier se había disipado al sur de Hawái. Como una depresión tropical disipada, se registraron algunas lluvias a lo largo de las islas hawaianas.

### Depresión tropical Doce-E
Doce-E tenía una velocidad máxima del viento de 35 mph (55 km/h) y una presión de 1006 mbar (hPa; 29.71 inHg). Se formó el 10 de agosto y se disipó el 13 de agosto.

### Tormenta tropical Kay
Una depresión se formó el 18 de agosto. Se convirtió en una tormenta tropical poco después de la formación y se llamó Kay. Kay era un sistema de vida corta. Su intensidad máxima era de solo 50 mph (80 km/h). Sin embargo, Kay era una tormenta tropical muy pequeña. Se disipó el 22 de agosto. Kay nunca impactó la tierra.

### Huracán Lester
La depresión tropical Catorce-E se formó el 20 de agosto a partir de una onda tropical que comenzó a mostrar signos de organización el 19 de agosto. En el momento de la actualización, se encontraba a unas 275 millas (445 km) al sursudoeste de Manzanillo. Poco después, el 20 de agosto, la depresión se fortaleció y organizó de manera constante el estado de las tormentas tropicales. Al día siguiente, Lester se volvió hacia el norte. Lester se intensificó hasta convertirse en huracán el 22 de agosto mientras se encontraba a unas 240 millas (385 km) al oeste de La Paz. El huracán continuó organizándose y Lester alcanzó vientos máximos de 85 mph (140 km/h) el 23 de agosto antes de tocar tierra como un huracán mínimo cerca de Punta Abreojos, Baja California Sur. Después de pasar por el norte del Golfo de California, hizo una segunda recalada en el estado de Sonora como una tormenta tropical.
Lester ingresó a Arizona como una tormenta tropical el 24 de agosto, la primera vez desde 1967 que un huracán del Pacífico ingresó a los Estados Unidos como una tormenta tropical. La circulación de bajo nivel posteriormente se disipó en Nuevo México aunque los remanentes hicieron la transición a un ciclón extratropical, y posteriormente se fusionó con los remanentes del huracán Andrew.
El huracán Lester produjo fuertes lluvias en su camino con un pico de precipitaciones en Mulege. Se informó de un gran daño por inundación al oeste de Hermosillo. Una gran carretera fue dañada y muchas comunidades fueron destruidas. Las inundaciones repentinas de Lester causaron que 10.000 personas fueran evacuadas de sus hogares. Además, los deslizamientos de tierra mataron a tres personas, y dejó 5,000 personas sin hogar. Los remanentes de Lester produjeron fuertes lluvias en el suroeste de los Estados Unidos causando inundaciones repentinas de arroyos e inundaciones moderadas en Denver. Las nevadas de la tormenta generaron problemas de tráfico en áreas montañosas. Los remanentes de Lester se extendieron por el este de los Estados Unidos, lo que resulta en registros de lluvia en Minnesota, Nebraska, Colorado y Dakota del Norte. En total, el huracán Lester resultó en $3 millones (1992 USD) en daños.

### Tormenta tropical Madeline
Lejos en el océano abierto, una onda tropical organizada en depresión tropical Quince-E el 27 de agosto. Las bandas y la convección aumentaron, y la depresión se convirtió en una tormenta tropical al día siguiente. El desarrollo continuó, y Madeline alcanzó su punto máximo con una presión mínima de 999 mbar (hPa; 29.50 inHg), y vientos de 50 mph (85 km/h), el 29 de agosto. A medida que el sistema avanzaba hacia el oeste, entró en una región de fuerte cizalladura del viento y se disipó el 31 de agosto. El sistema nunca se acercó a la tierra.

### Tormenta tropical Newton
Newton fue una tormenta bastante efímera. Se formó a partir de una onda tropical el 27 de agosto. Se convirtió en tormenta tropical, se llamó Newton 18 horas después y se disipó cuatro días después, el 31 de agosto. Newton nunca impactó a tierra.

### Huracán Orlene
La depresión tropical Diecisiete-E se formó el 2 de septiembre, y se intensificó rápidamente a una tormenta tropical al día siguiente, luego se fusionó como un huracán de categoría 1 más tarde de ese día. Orlene alcanzó el estado de huracán mayor de categoría 4 el 6 de septiembre. El sistema mantuvo la intensidad durante aproximadamente un día, con un debilitamiento gradual debido al corte sobre el área, pero la cizalladura se relajó sobre el ciclón temprano el 9 de septiembre, lo que provocó un fortalecimiento rápido. fase el 9 de septiembre, aunque se detuvo, y la tendencia al debilitamiento se reanudó más tarde ese día. 
Orlene se debilitó de nuevo a una tormenta tropical el 10 de septiembre, y finalmente a una depresión el 12 de septiembre, casi al mismo tiempo que se trasladó al Pacífico Central. Se disipó dos días más tarde, el 14 de septiembre, después de tocar tierra como una depresión tropical en la Isla Grande de Hawái. Los remanentes causaron lluvias torrenciales y arrasaron caminos, y el daño fue mínimo, aunque algunas áreas alcanzaron hasta 4 pulgadas (100 mm) de lluvia.

### Huracán Iniki
Se formó el 5 de septiembre a unas 1.700 millas (2.700 km) al suroeste de Cabo San Lucas, la depresión continuó rápidamente hacia el oeste y se mantuvo débil hasta el 8 de septiembre, cuando se fortaleció en una tormenta tropical. Habiendo sido designado en el Pacífico Central, a la tormenta se le dio el nombre de Iniki. Iniki continuó hacia el oeste y se fortaleció sobre el Pacífico Central inusualmente favorable; alcanzó el estado de huracán el 9 de septiembre, mientras que 470 millas (760 km) al sur-sureste de Hilo. La cresta subtropical, que normalmente mantiene a los huracanes alejados de las islas hawaianas, se debilitó debido a que se acercaba al nivel superior y permitió que Iniki virara hacia el noroeste. Con una salida de nivel superior muy favorable y temperaturas cálidas del agua, Iniki se intensificó constantemente y alcanzó un estado de huracán mayor el 10 de septiembre, mientras que al sursudoeste de la cadena de la isla. Cuando Iniki giró hacia el norte, continuó fortaleciéndose, alcanzando un pico de vientos máximos de 145 mph (235 km/h) el 11 de septiembre, localizada a unas 170 millas (270 km) al sursudoeste de Kaua'i. Continuó rápidamente hacia el norte-noreste, y tocó tierra como un huracán de categoría 4 en la escala de huracanes de Saffir-Simpson. 
Después de cruzar la isla, Iniki se debilitó rápidamente y se volvió un ciclón extratropical el 13 de septiembre a medio camino entre Alaska y Hawái. El Centro de Huracanes del Pacífico Central (CPHC) no emitió avisos de ciclones tropicales y vigila el huracán con anticipación ya que el Centro de Huracanes del Pacífico Central pronostica que Iniki permanecerá al sur de la cadena de la isla hasta el 10 de septiembre, menos de 24 horas antes de tocar tierra. para el público. El gran campo de viento de Iniki provocó la evacuación de casi 30,000 personas a 110 refugios públicos en O'ahu.
Los fuertes vientos del huracán Iniki causaron grandes daños en Kaua'i. 1,421 casas fueron completamente destruidas, y 63 se perdieron a causa de la marejada ciclónica y la acción de las olas. Un total de 5,152 hogares fueron severamente dañados, mientras que 7,178 recibieron daños menores. Los fuertes vientos de niki también derribaron el 26.5% de los polos de transmisión de la isla, el 37% de sus polos de distribución y el 35% de su sistema de cables de distribución de 800 millas (1,300 km). Algunas áreas estuvieron sin electricidad durante hasta tres meses después de la tormenta. Más de 7,000 personas quedaron sin hogar después del paso de la tormenta. Una persona murió cuando fue golpeada por escombros, mientras que otra perdió su vida cuando una parte de su casa cayó sobre ella. En alta mar, dos humanos murieron cuando su barco zozobró. Más de 100 lesiones se pueden atribuir a Iniki. 
Al pasar por O'ahu, Iniki produjo mareas de 1.7-3 pies (0.5-0.9 m) por encima de lo normal. Períodos prolongados de olas altas erosionaron severamente y dañaron la costa suroccidental de O'ahu. En total, el huracán Iniki causó varios millones de dólares en daños a la propiedad y dos muertes en O'ahu. En general, Iniki fue el huracán más costoso que golpeó al estado de Hawái, causando daños por $1.8 mil millones. En total, Iniki también fue responsable de seis fallecimientos totales. Durante las secuelas de la tormenta, las comunidades celebraban fiestas para consumir necesariamente alimentos perecederos de refrigeradores y congeladores sin alimentación. Los ciudadanos de Kaua'i seguían teniendo esperanzas de recibir ayuda monetaria del gobierno o de las compañías de seguros, aunque después de seis meses se sintieron molestos por la falta de ayuda. aunque el ejército efectivamente proporcionó ayuda para sus necesidades inmediatas. La radio aficionada demostró ser útil durante las tres semanas posteriores a la tormenta, con voluntarios provenientes de todo el Pacífico para ayudar en la recuperación.. Los operadores locales ayudaron a la Cruz Roja Americana a proporcionar centros de ayuda en desastres en todo Kauai. Muchas compañías de seguros dejaron Hawái después de la tormenta, lo que obligó a Hawái a lanzar un Fondo de Ayuda contra los Huracanes en 1993 para ayudar a los residentes de Hawái desprotegidos, pero se detuvo en 2000.

### Huracán Paine
La onda tropical de la cual se originó Paine se movió de la costa de África el 25 de agosto, alcanzando el Caribe el 2 de septiembre, y finalmente cruzó América Central y la Península de Yucatán. La ola finalmente llegó al Pacífico el 8 de septiembre, desarrollando una circulación de nivel medio a una corta distancia al sur de Manzanillo. La circulación finalmente se organizó lo suficiente como para clasificarse como depresión tropical Diecinueve-E temprano el 11 de septiembre, un par de cientos de millas al suroeste de Baja California. La depresión continuó al sur del oeste durante los próximos días, bajo la influencia de un anticiclón de capa profunda. La depresión pronto se intensificó en la tormenta tropical que llevó el nombre de Paine alrededor de las 18:00 UTC del 11 de septiembre. Poco a poco se intensificó y la tormenta se aproximó a la intensidad de los huracanes a primera hora del 13 de septiembre.
Tras la formación de un ojo, Paine alcanzó el estado de huracán. Mientras tanto, la tormenta alcanzó su intensidad máxima de 75 mph (120 km/h), un nivel medio de huracán categoría 1 en la escala de huracanes de Saffir-Simpson. Luego, Paine redujo la velocidad a velocidades de solo 2-4 mph (3.2-6.4 km/h), mientras ejecutaba un ciclo lento, errático en el sentido de las agujas del reloj durante los siguientes tres días. El lazo fue causado inicialmente por un canal que se acercaba, pero más tarde fue causado por la proximidad de Paine al aproximarse al huracán Roslyn desde el este. 
A las 18:00 UTC del 14 de septiembre, Paine se debilitó nuevamente a una tormenta tropical. Para el 16 de septiembre, Paine se había disipado. Los remanentes del huracán Paine fueron luego absorbidos por la mayor circulación de Roslyn.

### Huracán Roslyn
El 13 de septiembre, se formó una onda tropical en la depresión tropical Veinte-E, a unos 416 millas (669 km) al sur de Baja California. A pesar de la desorganización inicial, el sistema desarrolló una característica similar al ojo el día siguiente y se llamó tormenta tropical que nombró Roslyn, la tormenta también comenzó a desarrollar características de anillado, concurrente con el mejor establecimiento de flujo de salida de nivel superior. Roslyn se intensificó rápidamente justo por debajo del estado de huracán el 15 de septiembre, pero comenzó una tendencia de debilitamiento breve, ya que pasó por la estela de Paine, donde comenzó a intensificarse el día 11. A las 18:00 UTC de ese día.
Roslyn comenzó a interactuar con el debilitamiento y el cercano Paine, con centros de ambos sistemas a solo unos cientos de millas de distancia, y con esta interacción, Paine fue absorbida por Roslyn al día siguiente, aunque esta fusión no afectó en lo más mínimo la intensidad de Roslyn. El 18 de septiembre, Roslyn tuvo un breve período de fortalecimiento. Para el 21 de septiembre, la convección profunda comenzó a aumentar rápidamente, seguida de un ojo visible en las imágenes satelitales al día siguiente, lo que indicó que Roslyn había alcanzado la intensidad de los huracanes. 
El huracán alcanzó un nivel moderado de categoría 2 más tarde el 22 de septiembre, con una disminución rápida de la fuerza a partir de entonces. Roslyn fue degradada a una tormenta tropical justo cuando cruzaba hacia el Pacífico Central dos días más tarde, y durante los días siguientes, un valle hacia el oeste convirtió Roslyn como una depresión tropical hacia el noreste y luego hacia el norte. El sistema finalmente se disipó el 30 de septiembre, más de dos semanas después de que se formó.

### Huracán Seymour
El 17 de septiembre, una onda tropical se mejoró en una depresión tropical. Al día siguiente, la depresión se fortaleció y se convirtió en la tormenta tropical que fue nombrada Seymour a unos cientos de kilómetros al sur del extremo sur de Baja California, y mientras continuaba en una trayectoria oeste-noroeste y noroeste, Seymour alcanzó fuerza de huracán el 19 de septiembre. Sin embargo, el sistema pronto se debilitó a una tormenta tropical, debido a los efectos de un canal que produce cizalladura moderada y aguas más frías. Esto fue de corta duración. El comedero pronto se movió fuera del área y fue reemplazado por una cresta subtropical, que condujo a Seymour hacia el oeste, y le permitió recuperar el estado de huracán el 23 de septiembre, mientras que Seymour había desarrollado un ojo amplio y claro.
Sin embargo, Seymour solo mantuvo la intensidad del huracán durante un corto período de tiempo, y para esa noche, ya se había debilitado a una tormenta tropical. Después de perder una cantidad significativa de convección profunda, se debilitó a una depresión dos días después. La depresión tropical finalmente se disipó el 27 de septiembre. Seymour nunca afectó a la tierra, y no se reportaron daños o fallecimientos totales.

### Huracán Tina
Tina fue la tormenta más fuerte de la temporada y amenazó tierra por un tiempo. Se formó a partir de una onda tropical el 17 de septiembre. Se movió glacialmente hacia el oeste y se fortaleció en un huracán. Un colapso en una cresta y hacia el norte y un valle atravesó a Tina hacia el noreste y hacia la tierra, todavía se movía lentamente y desaceleraba gradualmente. El canal se rompió y fue reemplazado por una fuerte cresta subtropical. Tina luego cambió de dirección y se dirigió al mar. Se intensificó en una huracán categoría 4 de la escala de huracanes de Saffir-Simpson con una presión central de 932 mbar (hPa; 27.51 inHg). Tina luego se debilitó lentamente al girar hacia el norte. La obstinada depresión tropical Tina se disipó el 11 de octubre, poco después de ingresar al Pacífico central.
Debido a su trayectoria errática y lenta, Tina duró del 17 de septiembre al 11 de octubre, un lapso de 24 días. Este es el récord para el Océano Pacífico oriental, rompiendo el récord del este/central de 20 días retenidos por el huracán Fico en la temporada de 1978 y superando el récord del tifón Rita en el Pacífico occidental de 1972. Fue superado solo dos años después por el huracán John de la temporada de 1994.

### Huracán Virgil
El 1 de octubre, una onda tropical organizada en la depresión tropical Veintitres-E, unos cientos de millas al sur de la costa mexicana. A pesar de la debilidad del corte sobre el sistema, se convirtió en la tormenta tropical  que fue nombrada Virgil más tarde ese mismo día, intensificándose rápidamente a un huracán el 2 de octubre, cuando un ojo definido y bien definido apareció en las imágenes de satélite. Virgil estaba originalmente en una pista noroeste lenta, pero un canal de nivel medio-superior convirtió el huracán hacia el norte el 3 de octubre. A pesar del cambio en la pista, el huracán alcanzó su punto máximo en categoría 4 casi al mismo tiempo que cambió al norte ese día. 
Virgil continuó hacia el norte hasta el 4 de octubre, cuando giró hacia el noroeste y tocó tierra con una fuerza de categoría 2, en medio entre Manzanillo y Lázaro Cárdenas, y después de tocar tierra, el sistema se debilitó rápidamente sobre el terreno montañoso de México, pasando al norte de Manzanillo a última hora del 4 de octubre. Poco después de pasar por Manzanillo, se debilitó por debajo de la fuerza de tormenta tropical y, a principios del 5 de octubre, Virgil salió al Pacífico con una debilitación total como una depresión tropical, pero no se esperaba regeneración, ya que los fuertes vientos del oeste y el estado debilitado del sistema impidieron la regeneración y se disipó poco después.
Debido a que Virgil tocó tierra en una zona escasamente poblada, el daño de la marejada ciclónica fue mínimo. El efecto principal fue la lluvia intensa y las inundaciones, alcanzando un máximo de más de 10 pulgadas (250 mm) en un solo lugar.

### Huracán Winifred
Un área de clima alterado se convirtió en la depresión tropical Veinticuatro E a unos cientos de millas al sur de Acapulco. Al día siguiente, se actualizó a la tormenta tropical que nombró Winifred cuando las imágenes de satélite mostraron un aumento de las características de bandas convectivas alrededor del centro de la tormenta. Winifred fue actualizado a un huracán el 8 de octubre, luego apareció un ojo en las imágenes satelitales. El huracán Winifred alcanzó el nivel de categoría 3 al día siguiente, girando hacia el norte-noreste solo horas antes de tocar tierra. Inicialmente, la tormenta mantuvo una gran intensidad de huracanes; sin embargo, el ojo desapareció horas antes de tocar tierra. Según esto, Winifred se debilitó y se convirtió en un huracán de categoría 2. El 9 de octubre, tocó tierra justo al este-sureste de Manzanillo. En el momento en que era un débil huracán de categoría 2 con vientos de 110 mph (175 km/h) y una presión barométrica de 975 mbar (hPa; 28,81 inHg).
Luego de tocar tierra, Winifred se debilitó rápidamente a una depresión sobre el terreno montañoso de México hasta el 10 de octubre, mientras continuaba en una vía noreste y finalmente degenerando a un nivel remanente más tarde ese día.
Tres personas murieron a causa de las inundaciones. El daño se concentró en Colima y Michoacán. Las olas altas inundaron partes de la Carretera Federal 200 entre Zihuatanejo, Ixtapa y Lázaro Cárdenas.  La electricidad y los sistemas de agua fueron eliminados en Colima. Alrededor de 84,000 ha (210,000 acres) de tierras de cultivo fueron dañadas. El daño total en un estado se estimó en 16,000 pesos (1992 MXP) o $5 millones (1992 USD, $ 8,53 millones 2017 USD). El punto máximo máximo reportado fue de 16.7 pulgadas (420 mm), registrado en Lázaro Cárdenas, Michoacán. Por otra parte, Winifred forzó un cierre temporal del puerto de Acapulco.

### Tormenta tropical Xavier
El 13 de octubre, una onda tropical desarrolló un visible centro de circulación de bajo nivel, convirtiéndose en depresión tropical veinticinco-E más tarde ese día, a varios cientos de millas al sur de Baja California. El sistema alcanzó rápidamente el estado de tormenta tropical, mientras se desplazaba hacia el oeste a aproximadamente 14 mph (23 km/h). El 17 de octubre, Xavier se disipó varios cientos de millas al sur de la punta de Baja California, los restos fueron rastreados durante varios días, hasta que se movió fuera del alcance de los satélites disponibles.
Xavier era solo el segundo sistema tropical que recibió el nombre de 'X' en la cuenca del Pacífico oriental, después de la tormenta Xina de la temporada de 1985. Xavier se formó en el mar, y por lo tanto, no hay muertes o daños asociados con él.

### Tormenta tropical Yolanda
El 15 de octubre se formó una depresión tropical a partir de la ola varios cientos de millas al sur de Manzanillo, y el 16 de octubre se fortaleció en la tormenta tropical que fue nombrada Yolanda. La tormenta giró hacia el noroeste más tarde ese día, y mantuvo esta ruta. Yolanda alcanzó un pico como una fuerte tormenta tropical el 19 de octubre, pero una fuerte cizalladura del suroeste eliminó toda la convección profunda dentro de la circulación de la tormenta ese mismo día, aunque hubo varios brotes ocasionales de convección durante las siguientes 12 horas más o menos. 
La tormenta se debilitó a una depresión al día siguiente, mientras que las corrientes de dirección movieron el debilitado centro de la depresión hacia el sudoeste y finalmente hacia el oeste antes de disiparse en el Pacífico Central el 22 de octubre. Debido al hecho de que se formó en el mar, no muertes o daños están asociados con la tormenta.

### Tormenta tropical Zeke
Una onda tropical que se identificó por primera vez en la costa oeste de África el 6 de octubre. Inicialmente, la convección bien organizada se asoció con el sistema a medida que avanzaba hacia el oeste; sin embargo, una vez sobre el mar Caribe, la lluvia y la actividad de tormentas disminuyeron. Entre el 21 y el 23 de octubre, la ola mal definida se movió a través de América Central y entró en el Océano Pacífico. Durante los siguientes días, la convección aumentó gradualmente y el sistema se organizó mejor. El 25 de octubre, el Centro Nacional de Huracanes (NHC) lo clasificó como depresión tropical Veintisiete-E, momento en el cual la tormenta se encontraba aproximadamente a 805 millas (1.295 km) al sur del extremo sur de Baja California Sur, México. Al clasificarse, la depresión estaba relativamente desorganizada, pero la convección profunda se había mantenido cerca del centro de la circulación.
A lo largo del 25 de octubre, las características de anillado se desarrollaron y la salida de nivel superior se estableció mejor. En respuesta a una cresta hacia el este, la depresión rastreó en una dirección general oeste-noroeste. La intensificación fue probable ya que se pronosticaba que el sistema permanecería en un ambiente caracterizado por baja cizalladura del viento y temperaturas cálidas en la superficie del mar.. Más tarde ese mismo día, la depresión se intensificó en la tormenta tropical que fue nombrada Zeke, siendo el vigésimo cuarto tormenta nombrada con récord del año. A las pocas horas de ser actualizado, Zeke comenzó a degradarse por razones desconocidas, con la disminución de la convección alrededor del centro. El aumento de la cizalladura del viento del oeste, asociado con un canal de nivel medio a superior que se acerca a la costa oeste de los Estados Unidos, más tarde causó que el sistema se debilitara aún más; sin embargo, Zeke logró mantener la intensidad de la tormenta tropical hasta la mañana del 27 de octubre.
Mientras Zeke continuaba siendo obstaculizado por una fuerte cizalladura, gradualmente comenzó a girar hacia el norte cuando el canal que lo hizo debilitarse se movió más hacia el este. A última hora del 27 de octubre, la convección se reestructuró sobre el centro de circulación, permitiendo que la tormenta vuelva a alcanzar la intensidad de la tormenta tropical. El fortalecimiento siguió al paso de un canal de onda corta; sin embargo, la cizalladura sobre el sistema se mantuvo fuerte. A pesar de las condiciones desfavorables, Zeke mantuvo su intensidad, a través de ráfagas intermitentes de convección, y comenzó a girar hacia el noreste. A última hora del 29 de octubre, una gran explosión de convección profunda sobre el centro de la tormenta permitió la intensificación. Alrededor de este tiempo, la tormenta alcanzó su intensidad máxima con vientos de 50 mph (85 km/h) con una presión barométrica de 1000 mbar (hPa; 29.53 inHg).
No mucho después de alcanzar su intensidad máxima, Zeke comenzó a debilitarse una vez más debido al aumento de la cizalladura del viento del oeste. En la madrugada del 30 de octubre, el centro de circulación se volvió desprovisto de actividad de tormentas eléctricas y el sistema se volvió hacia el este. Más tarde ese día, Zeke se debilitó a una depresión tropical antes de degenerar en un baja remanente tipo área de baja presión. El Centro Nacional de Huracanes continuó monitoreando el remolino de nubes de bajo nivel asociado con Zeke durante varios días más mientras el sistema serpenteaba varios cientos de millas al sur de Baja California Sur.
El 29 de octubre, la pista pronosticada para Zeke producida por el Centro Nacional de Huracanes indicó que la tormenta bordearía Baja California antes de golpear la costa occidental de México como una depresión tropical. En respuesta a esto, el gobierno de México emitió una advertencia de tormenta tropical para áreas entre Cabo San Lázaro y Los Burros. Además, se levantó una alerta de tormenta tropical en áreas a lo largo de la parte continental de México, entre Los Mochis, Sinaloa y Puerto Vallarta. Aproximadamente 24 horas después de que se emitieron estas advertencias, se cancelaron cuando Zeke se disipó rápidamente en aguas abiertas. Aunque el centro de la tormenta nunca se movió sobre la tierra, las bandas externas del sistema trajeron fuertes lluvias locales y vientos racheados a partes de Sinaloa y Jalisco.
Cuando el Centro Nacional de Huracanes mejoró la depresión tropical Veintisiete-E a la tormenta tropical Zeke el 25 de octubre, marcó la primera vez que un nombre de tormenta que comenzaba con la letra "Z" se usó en el registro en la cuenca. Zeke también continuó promoviendo el registro de tormentas con nombre en una sola temporada en el Pacífico oriental, siendo la vigésima-cuarta tormenta tropical.

### Otras tormentas
- La Depresión tropical Dos-E se desarrolló el 16 de junio, a unos 1.700 km (1.055 millas) al suroeste de la Ciudad de México. Durante los días siguientes, el sistema se movió hacia el noroeste, pero no se desarrolló más, antes de que se disipara el 18 de junio.
- Durante el 24 de septiembre, se desarrolló una perturbación tropical dentro del canal área de baja presión, justo al este de la línea internacional de cambio de fecha.[112] Durante los días siguientes, el sistema se desarrolló gradualmente a medida que avanzaba hacia el noroeste, antes de que el JTWC lo clasificara como depresión tropical 21-W durante el 26 de septiembre. Posteriormente, el sistema se trasladó fuera de la cuenca del Pacífico Central y hacia el Pacífico Occidental, donde el JTWC y la Agencia Meteorológica de Japón lo clasificaron inmediatamente como una tormenta tropical y el primero lo nombró Ward.[113]
- Durante el 23 de octubre, se desarrolló una perturbación tropical dentro del canal de área de baja presión a unos 830 km (515 millas) al sur del atolón Johnston. Durante el día siguiente, la convección atmosférica que rodeaba la circulación de bajo nivel del sistema aumentó a medida que avanzaba hacia la línea internacional de cambio de fecha. Durante el 24 de octubre, fue clasificado como depresión tropical 27W por el JTWC en coordinación con el Centro de Huracanes del Pacífico Central debido a su proximidad a la cuenca del Pacífico Occidental. 27W posteriormente se intensificó gradualmente aún más, antes de que se clasificara como una tormenta tropical y se llamara Dan por el JTWC, justo después de haberse trasladado a la cuenca del Pacífico occidental.
- Durante noviembre se desarrolló una pequeña perturbación tropical, dentro de una masa de nubes de más de 1.000 km (620 millas) al suroeste de la isla grande de Hawái. Durante los días siguientes, el sistema se movió hacia el oeste y desarrolló una circulación cerrada, antes de que fuera designado como depresión tropical Tres-C por el Centro de Huracanes del Pacífico Central durante el 21 de noviembre. El sistema continuó moviéndose hacia el oeste durante las próximas 24 horas, pero no se desarrolló más y se disipó durante el 23 de noviembre.

## Nombres de los ciclones tropicales
| Océano Pacífico nororiental y central                                  | Océano Pacífico nororiental y central                               | Océano Pacífico nororiental y central                                   |
| ---------------------------------------------------------------------- | ------------------------------------------------------------------- | ----------------------------------------------------------------------- |
| - Agatha - Blas - Celia - Darby - Estelle - Frank - Georgette - Howard | - Isis - Javier - Kay - Lester - Madeline - Newton - Orlene - Paine | - Roslyn - Seymour - Tina - Virgil - Winifred - Xavier - Yolanda - Zeke |
| Océano Pacífico central                                                |                                                                     |                                                                         |
| - Ekeka - Hali                                                         | - Iniki - Keoni (sin usar)                                          | - Li (sin usar) - Mele (sin usar)                                       |

Los ciclones tropicales son fenómenos que pueden durar desde unas cuantas horas hasta un par de semanas o más. Por ello, puede haber más de un ciclón tropical al mismo tiempo y en una misma región. Los pronosticadores meteorológicos asignan a cada ciclón tropical un nombre de una lista predeterminada, para identificarlo más fácilmente sin confundirlo con otros. La Organización Meteorológica Mundial (OMM) ha designado centros meteorológicos regionales especializados a efectos de monitorear y nombrar los ciclones.
Las tormentas Seymour, Tina, Virgil, Winifred, Xavier, Yolanda y Zeke se utilizaron por primera vez en la temporada de 1992. Yolanda y Zeke fueron los primeros nombres Y y Z utilizados en la cuenca del Pacífico. Todos los nombres en la lista fueron usados este año. Esta es la segunda vez que una temporada de huracanes en el Pacífico Nordeste ha agotado su lista. La temporada de 1983 también usó todos los nombres en su lista, pero la lista solo fue para el nombre W en ese momento. Además, la lista de la temporada de 1985 se alargó mientras se preveía evitar el agotamiento.
Los siguientes nombres serán usados para los ciclones tropicales que se formen en el océano Pacífico este y central en 1992. Los nombres no usados están marcados con gris, y los nombres en negrita son de las tormentas formadas. Los nombres retirados, en caso, serán anunciados por la Organización Meteorológica Mundial en la primavera de 1993. Los nombres que no fueron retirados serán usados de nuevo en la temporada del 1998. Esta es la misma lista utilizada en la temporada del 1986.

### Nombres retirados
En 1993, la Organización Meteorológica Mundial retiró el nombre de Iniki fue retirado por las listas de los nombres de los ciclones tropicales y no será utilizado de nuevo en el Pacífico Central. Fue sustituido por Iolana. En 2006, el nombre de Hali fue eliminado permanentemente en la lista de los nombres de los ciclones tropicales y fue sustituido por Hene. 